# Fritz Maqué
Wilhelm Fritz Maqué (* 7. August 1898 in Berlin; † 31. Oktober 1948 ebenda) war ein Oberwachtmeister der Berliner Volkspolizei. Er war eines der ersten Todesopfer des Ost-Berliner Grenzregimes an der Berliner Sektorengrenze in der Zeit zwischen der Spaltung Berlins und dem Bau der Berliner Mauer.

## Leben
Fritz Maqué, Sohn eines aus Ostpreußen stammenden Arbeiters, war bereits im Mai 1945 in die von der sowjetischen Besatzungsmacht neu aufgestellte Berliner Polizei unter dem Polizeipräsidenten Paul Markgraf (KPD) eingetreten. Er lebte mit seiner Frau in der Straßmannstraße im Bezirk Friedrichshain im sowjetischen Sektor. Bei der Spaltung der Berliner Polizei war Maqué Markgraf treu geblieben und gehörte damit zur Ost-Berliner Polizei.

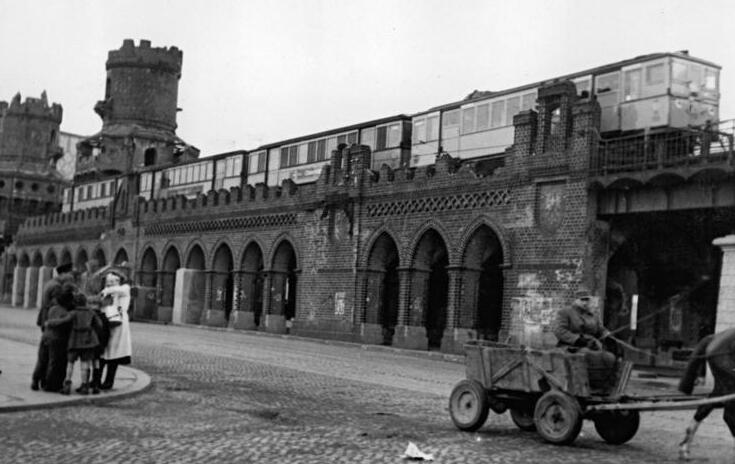
Die Oberbaumbrücke im Jahr 1950, vorn das Groebenufer. Dieses und der die U-Bahngleise tragende Pfeiler rechts lagen bereits im amerikanischen Sektor

### Der tödliche Zwischenfall
Maqué versah seinen Dienst im Polizeirevier 86 in Berlin-Friedrichshain. Wegen der Blockade der Westsektoren Berlins hatte sich seit dem Spätsommer 1948 ein starker Schmuggelbetrieb von Ost- nach West-Berlin entwickelt, wo das Schmuggelgut für Westmark verkauft werden konnte.
Am 30. Oktober 1948 kontrollierte Maqué im Rahmen einer schlagartig durchgeführten Aktion mit zwei anderen Volkspolizisten auf der Oberbaumbrücke in Friedrichshain den Fahrzeugverkehr nach Kreuzberg im amerikanischen Sektor. In den Abendstunden fuhr ein offenbar überraschter Kraftfahrer mit seinem 1,5-Tonner-Lieferwagen an dem ersten mit einer Kontrolle beschäftigten Posten vorbei und steuerte dann auf den zweiten, der Haltesignale mit einer Lampe gab, zu. Während dieser Posten sich durch einen Sprung zur Seite retten konnte, wurde der wenige Meter schräg hinter ihm ebenfalls Haltesignale abgebende Maqué mit etwa 40 km/h angefahren und mitgeschleift. Maqué rutschte nach etwa zehn Meter Fahrt vom Kühler unter das Fahrzeug und wurde von diesem überrollt. Es fuhr mit nun ausgeschaltetem Licht in den Amerikanischen Sektor. Einen von dort kommenden Ost-Berliner PKW, der auf der Brücke gewendet und die Verfolgung aufgenommen hatte, konnte sein Fahrer abschütteln.
Maqué, der Knochenbrüche und eine Kopfverletzung erlitten hatte, wurde in das Krankenhaus am Friedrichshain eingeliefert. Am 31. Oktober erlag er seinen schweren Verletzungen.
Das von mehreren Zeugen übereinstimmend abgelesene Ost-Berliner Kennzeichen des Lieferwagens erwies sich als gefälscht und weder Maqué noch der andere Polizist hatten eine Personenbeschreibung des Fahrers abgeben können. Trotz zahlreicher Hinweise aus der Bevölkerung und der vorübergehenden Festnahme eines Tatverdächtigen konnte die Ost-Berliner Mordkommission weder die Identität des Täters klären, noch ob er sich in mörderischer Absicht oder in Panik einer Polizeikontrolle entziehen wollte. Die Ermittlungen mussten im April 1949 endgültig eingestellt werden.

### Die Folgen
Beigesetzt wurde Maqué am 8. November 1948 nach Aufbahrung und einer Trauerfeier auf dem Comeniusplatz auf dem Friedhof Baumschulenweg. Organisation und Ablauf des feierlichen Begräbnisses sollten offensichtlich das des 15-jährigen Schülers Wolfgang Scheunemann übertrumpfen, den am 9. September 1948 ein Volkspolizist unweit vom Brandenburger Tor erschossen hatte. Die Ost-Berliner Feierlichkeiten wurden vermutlich zu Vorbildern der Feiern, die im Januar 1953 in West-Berlin zu Ehren des von Sowjetsoldaten erschossenen Polizisten Herbert Bauer stattfinden sollten.
Ohne einen Beleg angeben zu können, bezeichneten die SED-Propaganda und die marxistisch-leninistische Geschichtswissenschaft der DDR den Tod Maqués als einen „terroristischen Gewaltakt“, für den sie „von Geheimdiensten angeworbene Provokateure“ oder „antisozialistische Organisationen und Gruppen“ verantwortlich machten. Die Zuschreibung findet sich auch in einer Veröffentlichung ehemals leitender Funktionäre des Ministeriums für Staatssicherheit aus dem Jahr 2002.